# Armando Riesco
Armando Riesco es un actor puertorriqueño-estadounidense, conocido por sus papeles de rubia en Adult World y Jesse en Garden State, y por prestar su voz a personajes de videojuegos tan conocidos como Grand Theft Auto: San Andreas y Grand Theft Auto: Vice City Stories.

## Biografía
Nacido y criado en Puerto Rico de padres inmigrantes cubanos, Riesco estudió en el Colegio San Ignacio de Loyola en Río Piedras, Puerto Rico y posteriormente se trasladó a los Estados Unidos. Tras graduarse en el prestigioso departamento de teatro de la Universidad Northwestern, se mudó a Nueva York y desde entonces ha trabajado consistentemente en múltiples géneros con directores como Spike Lee, Oliver Stone, Steven Soderbergh, los hermanos Farelly, Jonathan Demme, etc. 
Ha aparecido en más de una docena de películas, y ha tenido papeles recurrentes en conocidas series de televisión.
Casado con la actriz Shirley Rumierk, actualmente reside en New York.

## Filmografía
| Año  | Título                             | Papel                            | Notas |
| ---- | ---------------------------------- | -------------------------------- | ----- |
| 2002 | 25th Hour                          | Phelan                           |       |
| 2003 | Pieces of April                    | Tyrone                           |       |
| 2004 | Garden State                       | Jesse                            |       |
| 2004 | National Treasure                  | Agente Hendricks                 |       |
| 2005 | Fever Pitch                        | Gerard                           |       |
| 2005 | Harsh Times                        | Alex                             |       |
| 2006 | World Trade Center                 | Antonio Rodrigues                |       |
| 2006 | Bella                              | Francisco                        |       |
| 2007 | National Treasure: Book of Secrets | Agente Hendricks del FBI         |       |
| 2008 | Che: Guerrilla                     | Benigno (Dariel Alarcón Ramírez) |       |
| 2008 | Che: El argentino                  | Benigno (Dariel Alarcón Ramírez) |       |
| 2009 | Brooklyn's Finest                  | Detective George Montress        |       |
| 2010 | The Tested                         | Julian Varone                    |       |
| 2012 | Putzel                             | Jake                             |       |
| 2013 | Secret Lives of Husbands and Wives | Bobby López                      |       |
| 2013 | Adult World                        | Rubia                            |       |
| 2013 | Truth Will Out                     | Gary                             |       |
| 2013 | 7E                                 | Rich                             |       |
| 2014 | The Whole World at Our Feet        | Ruslan                           | Voz   |

## Televisión
| Año       | Título                       | Papel                           | Notas                                |
| --------- | ---------------------------- | ------------------------------- | ------------------------------------ |
| 1999      | Early Edition                | Orderly                         | Episodio: "Fatal Edition: Part 2"    |
| 2005      | Dora the Explorer            | Daddy Monster                   | Episodio: "Boo"                      |
| 2002      | Law & Order: Criminal Intent | Scott Calderon                  | Episodio: "Dead"                     |
| 2002      | Third Watch                  | Pee Wee                         | Episodio: "The Chosen Few"           |
| 2006      | The Path to 9/11             | John Atkinson                   |                                      |
| 2006      | 3 lbs.                       | Dr. Tom Flores                  | 7 Episodios                          |
| 2009      | Fringe                       | Gavin                           | Episodio: "The Transformation"       |
| 2009      | Kings                        | Sean Savoy / PFC Sean Savoy     | 3 Episodios                          |
| 2008-2009 | Law & Order                  | Gregory Cardenas / Ruben Alvera | 2 Episodios                          |
| 2010      | Royal Pains                  | Oscar                           | 2 Episodios                          |
| 2010      | Army Wives                   |                                 | Episodio: "Forward March"            |
| 2011      | A Gifted Man                 | Tavo                            | 5 Episodios                          |
| 2013      | Blue Bloods                  | Raoul Delgado                   | Episodio: "To Protect and Serve"     |
| 2014      | Elementary                   | Jacob Esparza                   | Episodio: "An Unnatural Arrangement" |
| 2016      | The Family                   | Corey Sanchez                   | 6 Episodios                          |

## Videojuegos
| Año  | Título                                      | Rol (Voz)         |
| ---- | ------------------------------------------- | ----------------- |
| 2004 | Grand Theft Auto: San Andreas               | Oficial Hernández |
| 2005 | The Warriors                                | Gente De New York |
| 2002 | Grand Theft Auto: Vice City                 | Victor Vance      |
| 2008 | Need for Speed: Undercover                  | Primary           |
| 2009 | Grand Theft Auto IV: The Ballad of Gay Tony | Guardacoches      |
| 2010 | Need for Speed: World                       | (Descononocido)   |
| 2015 | Just Cause 3                                | Mario Frigo       |